# Rous Lench
Rous Lench – wieś i civil parish w Anglii, w Worcestershire, w dystrykcie Wychavon. W 2011 roku civil parish liczyła 369 mieszkańców. Rous Lench jest wspomniana w Domesday Book (1086) jako Biscopesleng. W obszar civil parish wchodzi także Radford.